# Świadek oskarżenia (film)
Świadek oskarżenia (Witness for the Prosecution) – amerykański film kryminalny z 1957 roku.

## O filmie
Świadek oskarżenia wpisuje się do nurtu tzw. dramatów sądowych. Film wyreżyserował Billy Wilder, główne role zagrali w nim Tyrone Power, Marlene Dietrich i Charles Laughton. Obraz powstał na podstawie sztuki pod tym samym tytułem, a pierwotnie opowiadania napisanego przez Agathę Christie, wydanego w zbiorze Świadek oskarżenia w 1948 roku. Film miał swoją premierę w USA w grudniu 1957. Zebrał bardzo dobre opinie i spotkał się z sukcesem komercyjnym.
Billy Wilder starał się utrzymać w tajemnicy to, jak kończy się film. Niektóre plakaty reklamowe mówiły: „Będziesz rozmawiać o filmie, ale proszę nie zdradzaj zakończenia”. Podczas wyświetlania filmu w kinach, w trakcie napisów końcowych, można było usłyszeć komunikat: „Dyrekcja tego kina sugeruje, by ku większej niespodziance tych, którzy jeszcze nie widzieli filmu, nie zdradzać nikomu tajemnicy zakończenia Świadka oskarżenia”. Był to element kampanii promocyjnej filmu. Reżyser trzymał sekret zakończenia także przed obsadą – aktorzy dostali ostatnie dziesięć stron scenariusza dopiero wtedy, kiedy przyszedł czas nakręcenia tych scen.
Był to ostatni ukończony film, w jakim zagrał Tyrone Power. Aktor zmarł podczas kręcenia następnego obrazu, Salomon i Królowa Saby. Podwójną rolę zagrała tu Marlena Dietrich: Niemkę Christine Vole oraz mieszkankę Londynu, posługującą się cockneyem. W tej drugiej roli aktorka przez wielu pozostała nierozpoznana.

## Fabuła
Starszy wiekiem adwokat Wilfred Robarts (Charles Laughton) podejmuje się obrony Leonarda Vole (Tyrone Power), oskarżonego o zamordowanie Emily French (Norma Varden), bogatej, starszej kobiety, która miała go uczynić głównym spadkobiercą jej majątku. Wszystkie dowody wskazują na Leonarda jako sprawcę zbrodni, lecz jego żona, Niemka Christine (Marlena Dietrich) dostarcza alibi. Zostaje wówczas udowodnione, że Christine była już zamężna w momencie, kiedy wychodziła za Leonarda i w dniu rozprawy kobieta niespodziewanie zmienia zeznania. Wyznaje, że to Leonard zabił panią French.

## Główne role
- Tyrone Power – Leonard Vole
- Marlene Dietrich – Christine Vole/Helm
- Charles Laughton – sir Wilfrid Robarts, prawnik
- Elsa Lanchester – pani Plimsoll, pielęgniarka
- John Williams – Brogan-Moore
- Henry Daniell – Mayhew
- Ian Wolfe – Carter
- Torin Thatcher – Myers
- Norma Varden – Emily Jane French
- Una O’Connor – Janet McKenzie
- Ruta Lee – Diana

## Oceny
| Źródło          | Ocena |
| --------------- | ----- |
| AllMovie        | [ 2 ] |
| Rotten Tomatoes | 100%  |